# Gerard Kerkum
Gerard Kerkum (Rotterdam, 1930. december 17. – Rotterdam, 2018. május 26.) válogatott holland labdarúgó, hátvéd, sportvezető.

## Pályafutása

### Klubcsapatban
A Feyenoord korosztályos csapatában kezdte a labdarúgást, ahol 1951-ben mutatkozott be az első csapatban. A rotterdami együttessel három bajnoki címet és egy holland kupa győzelmet ért el. 1965-ben vonult vissza az aktív labdarúgástól.

### A válogatottban
1960-ban egy alkalommal szerepelt a holland válogatottban.

### Sportvezetőként
1982 és 1989 között és 2006 és 2007 között volt klubjának, a Feyenoordnak az elnöke volt.

## Sikerei, díjai
Feyenoord
- Holland bajnokság
  - bajnok (3): 1960–61, 1961–62, 1964–65
- Holland kupa (KNVB)
  - győztes: 1965

## Statisztika

### Mérkőzése a holland válogatottban
| Hollandia | Hollandia       | Hollandia          | Hollandia | Hollandia | Hollandia | Hollandia  | Hollandia | Hollandia |
| #         | Dátum           | Helyszín           | Hazai     | Eredmény  | Vendég    | Kiírás     | Gólok     | Esemény   |
| --------- | --------------- | ------------------ | --------- | --------- | --------- | ---------- | --------- | --------- |
| 1.        | 1960. május 18. | Zürich, Letzigrund | Svájc     | 3 – 1     | Hollandia | barátságos | -         |           |
|           | Összesen        |                    |           | 1         | mérkőzés  |            | 0         | gól       |